# Шинкаренко, Григорий Наумович
Шинкаренко Григорий Наумович (28 сентября 1912, Долгинцево, Херсонская губерния — 1 августа 1991, Москва) — советский военачальник, генерал-майор.

## Биография
Родился 28 сентября 1912 года в посёлке станции Долгинцево в семье железнодорожника. Работал в депо станции Долгинцево, посещал кружки Осоавиахима.
Окончил Военную академию имени М. В. Фрунзе и Военную академию Генерального штаба. Член ВКП(б) с 1931 года.
В Красной армии с ноября 1937 года, призван Дзержинским районным военным комиссариатом города Кривой Рог, прошёл боевую подготовку.
Участник Великой Отечественной войны с июня 1941 года. С 19 февраля по 10 июня 1942 года — старший политрук, помощник по комсомольской работе начальника политотдела 11-й армии Северо-Западного фронта. С 19 февраля по 30 сентября 1942 года — старший батальонный комиссар, начальник политического отдела, с 30 сентября 1942 по 11 июня 1943 года — военный комиссар 188-й стрелковой дивизии. С 5 сентября 1944 по 9 мая 1945 года — начальник политотдела, заместитель командира по политической части 133-го стрелкового корпуса, полковник.
Воевал на Северо-Западном, Степном, 2-м и 3-м Украинских фронтах. Оборонял Старую Руссу, участвовал в Курской битве, форсировал Днепр, освобождал Кривой Рог. Воевал в Молдавии, Румынии, Болгарии. Трижды был ранен.
С 1 сентября 1945 по сентябрь 1949 года — заместитель начальника Военно-топографического управления Генерального штаба ВС СССР по политической части. Затем занимал различные ответственные должности в центральном аппарате Министерства обороны СССР, преподавал на факультете Военно-политической академии имени В. И. Ленина, старший научный сотрудник Института военной истории МО СССР. Занимался подготовкой кадров политработников.
Умер 1 августа 1991 года в Москве.

## Награды
- Орден Красного Знамени (22.06.1943)[1];
- Орден Богдана Хмельницкого 2-й степени (20.04.1945)[2];
- Дважды орден Отечественной войны 1-й степени (20.03.1944[3], 06.04.1985[4]);
- Орден Отечественной войны 2-й степени (20.03.1944)[3];
- Орден Трудового Красного Знамени;
- Дважды орден Красной Звезды (21.07.1942[5], 21.08.1953[3]);
- Орден Тудора Владимиреску (Румыния);
- Медаль «За оборону Советского Заполярья» (1944);
- Медаль «За победу над Германией в Великой Отечественной войне 1941—1945 гг.» (09.05.1945);
- Медаль «За взятие Будапешта» (09.06.1945);
- Медаль «За боевые заслуги» (06.11.1947);
- Почётный гражданин села Чкаловка (1990).

## Сочинения
- На Северо-Западном фронте [Сборник]. — М.: Наука, 1969.[6].
- Несущие факел. — М.: Воениздат, 1984. — 284 с.
- Освобождение города Надьканижа. // Военно-исторический журнал. — 1971. — № 2. — С.56-61.